# Zecchino d'Oro 1976 (seconda edizione)
Il diciannovesimo Zecchino d'Oro si è svolto a Bologna dal 25 al 27 novembre 1976.
È stato presentato da Cino Tortorella.
Da questa edizione in poi, lo Zecchino d'Oro va in onda a colori e sempre nel mese di novembre. Sempre da questa edizione e fino a quella del 1984 la sigla è Ciao amico.
Per la prima volta in assoluto vinsero due brani ex aequo: Gugù, bambino dell'età della pietra, cantato dal piccolo Enrico Zanardi, e Nozze nel bosco, eseguito dal tedesco Olaf Stief (altra prima volta: dopo questa edizione saranno nove le volte in cui il brano vincitore venga cantato da un bambino straniero: si tratta delle edizioni del 1977, 1978, 1980, 1981, 1983, 1984, 1986, 1995 e 1998). Tale situazione di parità si ripeterà altre cinque volte nella storia del concorso: nel 1983, 1986 (prima e unica volta per una vittoria a tre), 1990, 2010 e 2013.
Questa è l'ultima edizione ad essere trasmessa in bianco e nero.

## Brani in gara
- Enchete penchete puff tiné (Testo: Walter Valdi/Musica: Walter Valdi) - Paola Matarrese (6 anni di Bologna)
- Gugù, bambino dell'età della pietra (Testo: Carlo Ermanno Trapani/Musica: Augusto Martelli) - Enrico Zanardi (4 anni)
- Il corsaro nero nero (Testo: Sandro Tuminelli/Musica: Sandro Tuminelli) - Gabriele Silvestri (6 anni)
- Il fiore di città (Testo: Franco Spadavecchia/Musica: Sergio Chiesa) - Fabio Barbieri (6 anni)
- Le api del convento (Testo: Luciano Beretta/Musica: Riccardo Vantellini) - Ilenia Gallus e Pamela Galoppi (4 anni)
- Libertà è un paio d'ali (Kocour - polka) ( Cecoslovacchia) (Testo: L. Mašínová/Testo italiano: Alberto Testa/Musica: L. Mašínová) - Milan Houžvička
- Ma che cosa ci posso fare? (Testo: Cristiano Malgioglio/Musica: Piero Soffici, Italo Ianne) - Carla dall'Osto (6 anni)
- Non perder la pazienza, mamma (No perde cuidao, mama) ( Curaçao) (Testo: O. Behilia/Testo italiano: Franco Franchi/Musica: H. Van De Ree) - Pascale Carbonara
- Non pianger, piccino mio (Yeke omo mi) ( Nigeria) (Testo: tradizionale/Testo italiano: Luciano Sterpellone/Musica: Augusto Martelli) - Folasade Falase
- Nozze nel bosco (Ein Vogel wollte Hochzeit machen) ( Germania Ovest) (Testo: tradizionale/Testo italiano: Fernando Rossi/Musica: Augusto e Giordano Bruno Martelli)  - Olaf Stief (7 anni)
- Riccardo cuor di leopardo (Testo: Gina Basso/Musica: Bruno Canfora) - Giampaolo Bisanti (4 anni)
- Sono una talpa e vivo in un buco (The mole in the hole) ( Stati Uniti) (Testo: C. André/Testo italiano: Stefano Scandolara/Musica: D. Wolf e R. Starr) - Derek de Petra
- Torero al pomodoro (El hijo del torero) ( Spagna) (Testo: Recad/Testo italiano: Luciano Beretta/Musica: J. Quiqueroca) - Cristina Spottorno De Las Morenas

## Curiosità
- Pamela Galoppi, interprete di Le api del convento, entrò successivamente nel Piccolo Coro dell'Antoniano. È morta nel 2009 in un incidente stradale.